# Lalago
Lalago è una circoscrizione mista (mixed ward) della Tanzania situata nel distretto di Maswa, regione del Simiyu. Conta una popolazione di 23 391 abitanti (censimento 2012).